# Lucio Apustio Fullone
Lucio Apustio Fullone (latino : Lucius Apustius Fullo; fl. 226 a.C.–215 a.C.) è stato un politico romano.

## Biografia
Fu eletto console nel 226 a.C. ed ebbe come collega Marco Valerio Massimo Messala. In quell'anno Roma si stava preparando ad una imminente invasione dei Galli. I libri sibillini avevano predetto che i Galli ed i Greci avrebbero preso possesso della città; per soddisfare ed allo stesso tempo scongiurare la profezia, i pontefici fecero seppellire vivi un gallo con la moglie ed una donna greca. La condanna fu eseguita nel Foro Boario di Roma. L'intero anno del consolato di Fullone fu impiegato nella preparazione alla guerra e ad una leva generale in tutta l'Italia romana.
Nel 215 a.C. era a capo della guarnigione di Taranto, da dove i suoi soldati vennero imbarcati sulle 55 navi della flotta del praefectus classis Publio Valerio Flacco. Tale flotta era destinata a proteggere il litorale della Puglia e a fare ricognizione lungo le coste orientali dell'Adriatico per controllare le mosse di Filippo. Contemporaneamente vennero reperiti i fondi necessari alla missione: 
(Livio, XXIII, 38.12-13.)